# Chronique de l'abbaye de Saint-Riquier
La Chronique de l'abbaye de Saint-Riquier (Chronicon centulense) est l’œuvre d'un des auteurs les plus féconds du XIIe siècle, Hariulf, moine de l'abbaye de Saint-Riquier, puis abbé d'Oudenburg, entre Ostende et Bruges. Elle en constitue l’œuvre majeure.

## Caractéristiques de l’œuvre
Ferdinand Lot qui réalisa l'édition de la Chronique en 1896, a dénombré trente-huit  sources narratives différentes dont beaucoup appartiennent à l'abbaye:
- Angilbert, abbé de Saint-Riquier, ami d'Alcuin et de Charlemagne, avait décrit la situation du monastère dans un opuscule ; il avait rédigé également une Institutio de diversitate officiorum, des épitaphes et d'autres opuscules que renferme le manuscrit 235 du fonds de la reine Christine de Suède conservé au Vatican.
- Hariulf les a utilisés, mais Ferdinad Lot établit qu'il a pu consulter un manuscrit plus ancien que le 235, aujourd'hui perdu.
- Parmi les sources narratives utilisées: des catalogues abbatiaux,
- la vie et les miracles de saint Riquier, composés par l'abbé Enguerrand, et
- la vie de ce même Enguerrand le Sage, mort en 1045.

La vision de Charles III le Gros et l'épopée du roi païen Gormont, relatées par Hariulf, nous donnent un aperçu original sur la vie publique et sur les passions populaires. Malgré ces emprunts, l’œuvre d'Hariulf a le grand mérite d'avoir conservé des diplômes et des chartes dont les originaux ont été détruits dans l'incendie de 1311.

## Histoire du manuscrit
Le manuscrit autographe de la Chronique de l'abbaye de Saint-Riquier, après avoir subi bien des vicissitudes, revint à Saint-Riquier mais partit en fumée dans l'incendie de 1719. 
C'est à partir de plusieurs copies ou anciennes éditions que Ferdinand Lot a établi l'édition critique du texte qui aujourd'hui fait autorité.